# Potengi
Potengi är en kommun i Brasilien.   Den ligger i delstaten Ceará, i den östra delen av landet, 1 300 km nordost om huvudstaden Brasília. Antalet invånare är 10 276.
Omgivningarna runt Potengi är huvudsakligen savann. Runt Potengi är det glesbefolkat, med 18 invånare per kvadratkilometer.